# Aegis

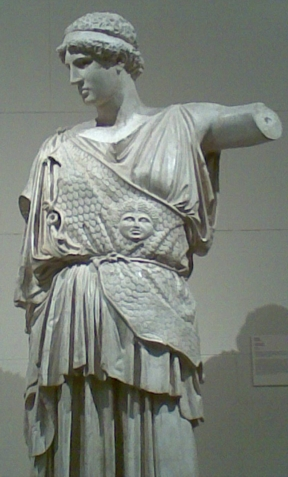
Sculptură cu egida reprezentată pe abdomen, Muzeul Pushkin

Aegis sau egida este un obiect cu scop protector, asociat inițial cu Zeus, dar și cu Atena, apoi fiind atribuit doar zeiței. Este adeseori considerat a fi un nor de tunete, cu margini strălucitoare (deoarece atunci când Zeus îl folosea, fulgerul scăpăra și se auzea tunetul), construit de Hephaistos, sau pielea caprei divine Amaltheia. Este reprezentat ca un fel de îmbrăcămite, uneori acoperită cu solzi și având șerpi ca franjuri, având capul Medusei prins la mijloc. Aegis se putea folosi și ca scut și de aceea Atena îl poartă pe platoșa sa.